# Balajti Ádám
Balajti Ádám (Eger, 1991. március 7. –) labdarúgó, csatár, U20-as Világbajnoki Bronzérmes. 2010-ben Miskolc városa „Az év sportolója” elismeréssel jutalmazta.

## Pályafutása

### Klubcsapatokban

#### Diósgyőr
A csatár az Eger FC, Debreceni Olasz Focisuli, FTC és az Újpest utánpótlás csapatainál szerepelt. Járt próbajátékon a Lazio-nál is, utána került a Diósgyőri Utánpótláshoz. Innen került fel a nagycsapatba, ahol első meccsén 4 perc játék után gólt lőtt a Debreceni VSC-nek. 2009. augusztus 22-én, a Kecskemét elleni 4-1-es siker alkalmával a pepsifoci.hu szerint csapata legjobbja volt, két gólt szerzett, és egy gólpasszt is adott.

#### Debrecen
2010. július 5-én vált hivatalossá, hogy a Debreceni VSC-ben folytatja pályafutását. A DVSC 140 ezer eurót fizetett a Diósgyőrnek Balajtiért.

#### Vasas
2018 nyarán a Vasas szerződtette. Ahol az első szezonjában 32 találattal az NB II gólkirálya lett. Amióta egycsoportos a másodosztály, még soha senki nem rúgott ennyi gólt egy idényben.[forrás?]

### A válogatottban
Balajti tagja volt a magyar korosztályos válogatottnak az egyiptomi 2009-es U20-as labdarúgó-világbajnokságon, ahol a csapat bronz érmet szerzett. Balajti a Ghána elleni elődöntőben gólt szerzett.

## Sikerei, díjai

### Klubcsapatokban
Debrecen
- Magyar labdarúgó-szuperkupa – győztes: 2010

 MTK Budapest
- Magyar labdarúgókupa – döntős: 2012

### Utánpótlás válogatottban
- U20-as labdarúgó-világbajnokság – bronzérmes: 2009